# 2024 YR4
2024 YR4 är en jordnära asteroid i huvudbältet som upptäcktes den 27 december 2024 av Asteroid Terrestrial-impact Last Alert System (ATLAS) projektet i Rio Hurtado.
Den tillhör asteroidgruppen Apollo.

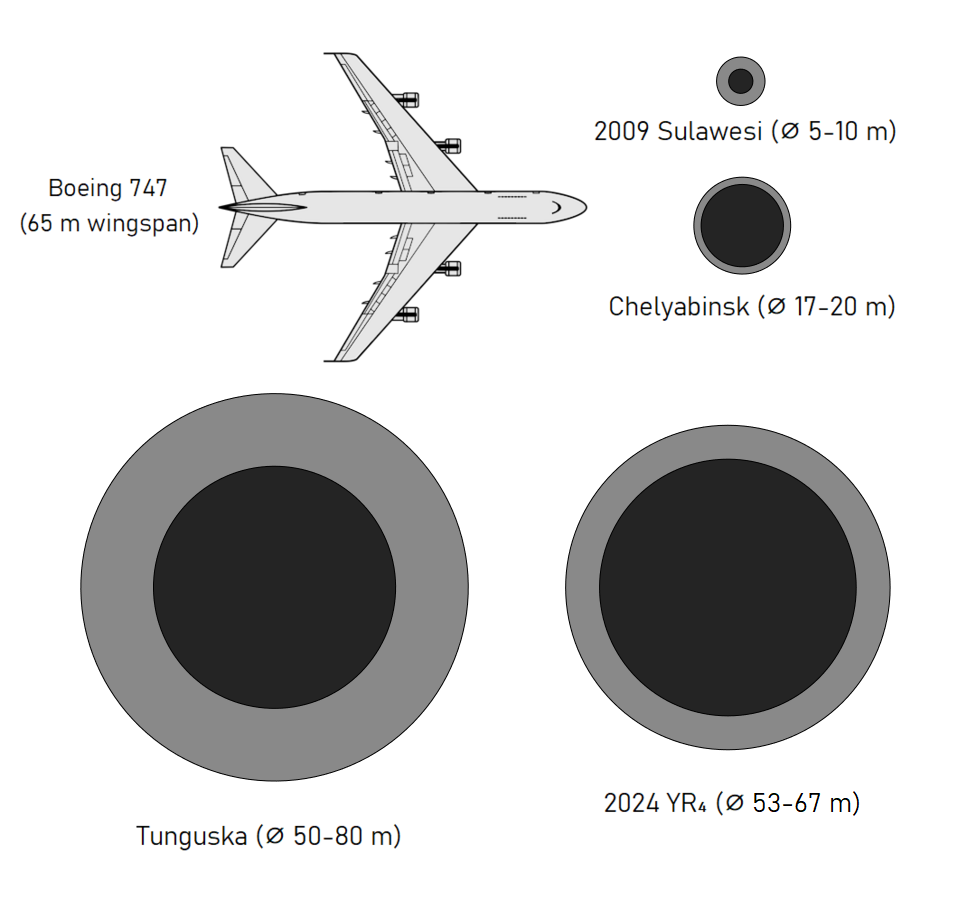
2024 YR4 diameter

Enligt beräkningar finns det en risk att asteroiden kommer kollidera med jorden den 22 december 2032. Ytterligare observationer av asteroidens omloppsbana runt solen, kommer visa om risken kvarstår. Tidvis angavs att risken ligger vid 3 procent. I februari 2025 uppdaterades värdet till 0,002 procent. Forskare från Europeiska rymdorganisationen uppskattar att värdet sjunker ytterligare när nya mätningar utvärderas.